# Hermann Soyez
Hermann Soyez (* 15. April 1949) ist ein ehemaliger deutscher Fußballspieler. Als Spieler des 1. FC Kaiserslautern hat er von 1967 bis 1970 in der Fußball-Bundesliga sechs Ligaspiele absolviert
.

## Karriere
Soyez begann 1967 seine Profikarriere beim 1. FC Kaiserslautern; er war wie Jahrgangskollege Ernst Diehl aus der FCK-Jugend gekommen. Er gab sein Bundesligadebüt mit 18 Jahren, als ihn Trainer Otto Knefler am 10. Februar 1968 im Spiel gegen Eintracht Braunschweig für Gerd Schneider einwechselte. Zur Saison 1967/68 waren mit Heinz-Dieter Hasebrink, Heinz-Dieter Hansing, Gerd Roggensack und Bernd Windhausen noch vier Offensivspieler zum Team vom Betzenberg gekommen. Zu seinem zweiten Bundesligaeinsatz gelangte Soyez am Rundenschlusstag, den 25. Mai 1968, bei einem 1:1-Heimremis gegen den Absteiger Karlsruher SC. Er bildete dabei vor Torhüter Wolfgang Schnarr mit Herward Koppenhöfer, Uwe Klimaschefski, Gerd Schneider und Dietmar Schwager die Abwehr. In der Saison 1968/69 wurde er nicht in der Bundesliga eingesetzt. Unter Trainer Gyula Lóránt kam er 1969/70 gegen den MSV Duisburg, Eintracht Braunschweig, Werder Bremen, 1. FC Köln auf vier weitere Bundesligaeinsätze. Anschließend wechselte Soyez zum Südwest-Regionalligisten FC 08 Homburg.
Dort erkämpfte er sich einen Stammplatz unter dem neuen Trainer Uwe Klimaschefski, der zuvor noch sein Mitspieler beim FCK gewesen war. Sein Debüt in der zweitklassigen Regionalliga Südwest gab er am 16. August 1970 bei einer 0:1-Auswärtsniederlage beim späteren Südwestmeister Borussia Neunkirchen. Soyez absolvierte an der Seite von Torhüter Gyula Toth 28 Ligaspiele und erzielte für den FC 08 Homburg acht Tore beim Erreichen des 8. Ranges. In seinem zweiten Jahr in Homburg erlebte er die Arbeitsmethode von Trainer Kurt Sommerlatt und die Neuzugänge von Otto Geisert, Albert Müller und Willi Wrenger. Der FCH belegte den 9. Rang, und Soyez hatte in 23 Ligaspielen acht Tore erzielt. In seinem dritten Homburger Jahr, 1972/73, kam mit Radoslav Momirski bereits sein dritter Trainer, er wurde aber bereits ab dem 1. November 1972 von Rückkehrer Uwe Klimaschefski abgelöst. Als Ergebnis wurde der 7. Rang am Rundenende verbucht und Soyez schloss sich nach insgesamt 73 Regionalligaeinsätzen mit 18 Toren für Homburg zur Saison 1973/74 dem Ligakonkurrenten ASV Landau an.
Ab 1973 spielte Soyez beim ASV Landau (ebenfalls Regionalliga Südwest), wo er unter anderem auf seine ehemaligen Lauterer Mannschaftskameraden Hans Ripp und Wolfgang Schnarr traf. Unter Trainer Heinz Ruppenstein konnte er verletzungsbedingt an der Seite von Mitspielern wie Werner Hösl, David Scheu und Horst Wild beim Erreichen des 9. Ranges lediglich sechs Ligaspiele bestreiten. Nach Auflösung der Regionalligen konnte sich der Landauer Verein, der in den 1970er Jahren durch ein Sponsoring als Gummi Mayer Landau im ASV antrat, nicht für die neugeschaffene 2. Bundesliga qualifizieren und landete in der Amateurliga Südwest.

## Statistik
| Liga (SKE)        | Spiele (Tore) |
| ----------------- | ------------- |
| Bundesliga (I)    | 06 0(0)       |
| Regionalliga (II) | 79 (18)       |
| Wettbewerb        |               |
| DFB-Pokal         | 03 0(1)       |